# Nuix
Nuix Pty Ltd est une entreprise australienne qui développe une plateforme logicielle permettant d'indexer, explorer, analyser et extraire la connaissance à partir de données non structurées, trouvant ainsi des applications incluant l'investigation numérique, la cybersécurité, la recherche de preuves électroniques, la gouvernance de l'information, la migration d'e-mails et la protection des données personnelles. La plateforme logicielle est utilisée par diverses organisations dans 45 pays différents.

## Histoire et développement de l'entreprise
- En octobre 2015, Nuix signale avoir réuni plus de 250,000 dollars au bénéfice de Room to Read grâce à son produit philanthropique Proof Finder[3].
- En octobre 2015 Nuix remporte le prix Premier's NSW Exporter of the Year[3].
- En 2014 Nuix est accrédité Industry Partner au sein de l'International Multilateral Partnership Against Cyber Threats[4].
- Depuis avril 2014, Nuix a levé plus de 146,000 dollars au bénéfice de Room to Read (en) grâce à son produit philanthropique Proof Finder[5].
- En 2012 Nuix remporte, dans la catégorie Information and Communication Technology, les Australian Export Awards[6].
- En 2010 Nuix remporte un contrat de cinq ans auprès de la Securities and Exchange Commission[7].
- En 2009 Nuix remporte le NSW Australian Technology Showcase (ATS) export award[8].
- En 2009 Nuix remporte le NSW Emerging Exporter Award[9].

## Usages remarquables
Nuix accorda les licences logicielles ainsi que des séances de formation au Consortium international des journalistes d'investigation (ICIJ), qui mit à profit Nuix afin d'explorer les données de l'« Offshore Leaks ». Le Süddeutsche Zeitung et l'ICIJ utilisèrent également Nuix pour analyser les « Panama Papers »,.